# جريمة في قطار الشرق السريع (فلم 1974)
جريمة في قطار الشرق السريع (بالإنجليزية: Murder on the Orient Express) هو فيلم غموض بريطاني لعام 1974 من إخراج سيدني لوميت، وبطولة ألبرت فيني بدور هيركيول بوارو، واستنادا إلى رواية في عام 1934 بنفس العنوان من تأليف أجاثا كريستي

## بطولة
- ألبرت فيني بدور هيركيول بوارو
- لورين باكال بدور السيدة هارييت بليندا هوبارد
- مارتن بلسم بدور م. بيانكي (بوك في الرواية)
- انغريد بيرغمان بدور غريتا أولسون
- جاكلين بيسيت بدور الكونتيسة هيلينا أندريني
- جان بيير كاسل بدور بيير بول ميشيل
- شون كونري بدور العقيد أربوثنوت
- جون جلغد بدور إدوارد هنري بيدوس (ميسترمان في الرواية)
- ويندي هيلر بدور الأميرة دراغوميروف
- أنتوني بيركنز بدور هيكتور ماكوين
- فانيسا ريدغريف بدور ماري ديبهام
- راشيل روبرتس بدور هيلديجارد شميدت
- ريتشارد ويدمارك بدور ريتشات / كاسيتي
- مايكل يورك بدور الكونت رودولف أندريني
- جورج كولوريس بدور الدكتور قسطنطين
- دينيس كويلي بدور انطونيو (تونى) فوسكاريل

## روابط خارجية
- مقالات تستعمل روابط فنية بلا صلة مع ويكي بيانات